# 캡틴 코만도
캡틴 코만도(Captain Commando, キャプテンコマンドー)는 캡콤이 1991년에 발매한 아케이드 진행형 격투 게임이다. 캡콤이 제작한 아케이드 기판 CP 시스템으로 가동됐다. 캡콤 USA의 홍보용 마스코트였던 동명의 슈퍼히어로가 근미래의 세계에 들이닥친 악당에 맞서일어나 싸우는 내용이다.

## 반응
발매 당시 패미통은 슈퍼 패미컴 버전에 40점 만점에 21점을 매겼다.

## 후속
캡틴 코만도는 1998년에 발매된 대전 격투 게임 마블 vs. 캡콤: 클래시 오브 슈퍼 히어로즈에 캡콤을 대표하는 히어로로서 참가했다. 2000년에 발매된 후속작 마블 vs. 캡콤 2에도 플레이 가능한 인물로 등장했다. 또한 캡틴 코만도는 2005년 남코 X 캡콤, 2015년 프로젝트 크로스 존 2 등 캡콤과 다른 회사가 협력한 크로스오버 게임들에도 계속해서 등장했다.

## 등장인물

### 플레이어
- 마크 나이프: 신장 210cm 체중 45kg. 미이라 인간으로 단검을 들고 싸운다.
- 캡틴 코만도: 신장 182cm 체중 72kg. 슈퍼 히어로이며 슈트에 내장된 각종 무기를 이용해 싸운다.
- 긴쥬 닌자: : 신장 179cm 체중 60kg. 닌자이며 검술을 사용한다.
- 베이비 헤드: 신장 57cm 체중 9kg. 아기이다. 그 때문에 본인 자체의 싸움실력은 매우 약하지만 로봇을 조종해서 싸운다. 전투로봇에 탑승하면 이중조종 형태가 된다.

### 적

#### 졸개
- 일반 전투원(우키, 에디, 딕)

가장 보편적인 적이다. 이 중 딕은 총기류를 들고 나온다.
- 칼잡이(스킵, 소니)

키가 크고 깡마른 불량배. 돈으로 고용된 것으로 여겨지며 단검을 사용해 공격한다.
- 여전투원(캐롤, 브렌다)

굉장한 미녀이지만 몸매는 근육질이다. 전기를 이용한 공격을 한다.
- 미개인(샘슨, 오르가노)

매우 호전적인 인간으로 보는 사람마다 싸움을 걸다가 제노사이드의 부하가 되었다.
- 닌자(한조, 코지로, 사스케)

플레이어 중 한 명인 긴쥬와 동일한 닌자들이다.
- 마빈

키 작고 뚱뚱한 잡졸. 화염병을 들고 다니며 그 화염병을 이용해 입에서 불을 뿜는 공격을 한다.
- 말디아

여성형이지만 개조인간이며 체격이 엄청나게 크다. 매치기 공격과 가끔 입에서 정체불명의 녹색 액체를 뱉는 공격을 한다.
- 무사시

사무라이 같이 생긴 로봇이다. 검을 들고 싸우며 빈사상태가 되면 검이 부러진다.
- Z

후반에만 등장하는 잡졸. 클로를 이용한 공격을 하며 팔이 늘어나서 장거리 공격을 한다.공격력이 매우 강하다.

#### 보스
- 돌그

스테이지 1 보스. 덩치가 매우 크며 본인 자체의 전투력은 평범하지만 부하들이 많이 나와서 어렵다. 마지막 스테이지에 중간보스로 한 번 더 등장한다.
- 슈트롬 패밀리(슈트롬 2세, 슈트롬, 드러크)

작살총을 난사하는 적. 스테이지 2에서는 슈트롬 2세 혼자 보스로 나오며 스테이지 6에서는 슈트롬과 드러크가 보스로 나온다.
- 야마토

스테이지 3 보스. 나기나타를 사용한다.
- 몬스터

스테이지 4 보스. TW박사가 회사원 한 사람을 납치해 약물을 투여해서 만든 괴물이다.
- TW박사

스테이지 5 보스. 몬스터가 쓰러지면 보트를 타고 도망친다.
- 블러드

스테이지 7 보스. 좌우로 빠르게 날아가는 날아차기를 필살기로 사용한다. 특이하게 백인의 몸뚱이에 흑인의 팔을 이식수술 했다.
- 도플

스테이지 8 보스. 플레이어로 변신해서 싸운다. 도플은 플레이어보다 노란색이 추가된 형태이기 때문에 피아 구별은 쉽다.
- 제노사이드

최종 보스. 불, 전기, 운석, 얼음 등 많은 공격 수단을 사용한다. 모든 등장인물 중 유일하게 공중에 떠 있다.

## 아이템

### 무기
- 권총: 5발
- 레이저총: 라인 하나를 모두 관통하는 총이다. 4발
- M16소총: 15발, 단 한 번 사격에 3발씩 발사된다.
- 로켓런처: 폭발에만 공격판정이 있어서 바로 앞에 있는 적은 공격할 수 없다. 3발
- 표창: 5발, 닌자만 사용할 수 있다.
- 기절광선총: 데미지는 없지만 적을 기절시킨다. 5발.
- 망치: 유일한 단거리 무기이다. 6번 명중시키면 부러진다.
- 로봇

- 주먹로봇: 기본 형태의 로봇으로 주먹으로 때린다.
- 화염로봇: 팔에 화염방사기가 달린 로봇.
- 얼음로봇: 팔에 얼음분사기가 달린 로봇.